# 명종 (고려)
명종(明宗, 1131년 11월 8일 (음력 10월 17일) ~ 1202년 12월 3일 (음력 11월 17일)은 고려 제19대 국왕(재위: 1170년 ~ 1197년)이다.
휘는 호(晧), 자는 지단(之旦), 즉위전의 작호는 익양공(翼陽公)이다. 묘호는 명종(明宗), 시호는 황명광효대왕(皇明光孝大王), 능호는 지릉(智陵)이다. 인종과 공예태후 임씨(共睿太后 任氏)의 셋째 아들이며 의종의 동생이다.

## 개요
1170년(의종 24년), 의종이 무신정변으로 폐위되자 무신들에 의해 옹립되었다. 재위 기간 내내 크고 작은 반란과 농민봉기가 발생하였으며, 재위 기간 내내 이의방(李義方), 정중부(鄭仲夫), 경대승(慶大升), 이의민(李義旼)이 차례로 권력을 장악하였으며, 이의민을 제거하고 집권한 최충헌(崔忠獻)에 의해 폐위되었다.

## 생애

### 정변과 즉위
명종은 1170년 음력 8월 30일에 무신정변이 일어나 음력 9월에 의종이 폐위되고 무신들에게 추대되어 즉위하였다. 그러나 실권은 무신 정권의 지도자인 이고, 이의방, 정중부 등에게 있었다.

### 재위기간 중
1173년에 동북면병마사(東北面兵馬使) 김보당이 무신 정권 타도와 전(前) 임금인 의종의 복위를 천명하며 군사를 일으켰으나, 무신 정권에 의하여 진압되고 의종은 시해되었다.
1179년 정중부의 전횡을 탐탁지 않게 여긴 경대승이 정변을 일으켜 정중부를 죽이고 정권을 장악하였다.
경대승이 죽자, 명종은 경주로 달아난 이의민을 다시 불러들였다. 이의민은 새로운 무신 권력자가 되어 자신의 아들들을 모두 요직에 앉히고 부정부패를 일삼아 갖은 횡포를 부리다가, 나중에 가서는 스스로 임금이 되려는 야심까지 품게 된다.

### 유폐와 최후
1196년 음력 4월, 최충헌이 이의민을 참살하고 정권을 장악하여 최씨 정권 시대가 열리게 된다. 이때 최충헌은 거사의 명분을 얻기 위하여 앞으로의 국정개혁안의 내용을 담은 봉사십조(封事十條)를 올리고 명종은 이를 기꺼이 받아들인다.
그러나 최충헌의 난 초기의 혼란기를 기회로 무신 정권을 타도하려 하였으나 1197년에 최충헌 형제가 정변을 일으켜 평량공을 옹립함으로써 폐위를 당하고 창락궁(昌樂宮)에 감금되었다. 유폐된 지 6년 후에 병을 얻어 승하하였으며 능은 장단군 장도면에 위치한 지릉(智陵)이다.

## 기타
재위시기에 남해 금산 정상에 봉수대를 건설한다. 당시 전국의 봉수 경로 5개 가운데 동래에서 개경에 이르는 경로에 속한 최남단에 자리잡고 있어 출발지로써 중요한 역할을 하였다.

## 가족 관계
| 1131년 11월 8일 (음력 10월 17일) 고려 개경 정궁 | 1202년 12월 3일 (음력 11월 17일) (71세) 고려 개경 창락궁 |

|    |                                               | 생몰년          | 부모                                              | 비고        |
| -- | --------------------------------------------- | --------------- | ------------------------------------------------- | ----------- |
| 부 | 인종 仁宗                                     | 1109년 - 1146년 | 예종 睿宗 문경태후 이씨 文敬太后 李氏             | 제17대 국왕 |
| 모 | 공예왕후 임씨 恭睿王后 任氏 공예태후 恭睿太后 | 1109년 - 1183년 | 임원후 任元厚 진한국대부인 이씨 辰韓國大夫人 李氏 |             |

| 왕후 | 시호                                          | 생몰년 | 부모                              | 비고                  |
| ---- | --------------------------------------------- | ------ | --------------------------------- | --------------------- |
| 왕후 | 의정왕후 김씨 義靜王后 金氏 광정태후 光靖太后 | 미상   | 강릉공 왕온 江陵公 王溫 김씨 金氏 | 명종 즉위 이전에 사망 |

|   |                         | 이름  | 생몰년          | 생모          | 배우자                                                  | 비고        |
| - | ----------------------- | ----- | --------------- | ------------- | ------------------------------------------------------- | ----------- |
| 1 | 강종 康宗               | 영 韺 | 1152년 - 1213년 | 의정왕후 김씨 | 사평왕후 이씨 思平王后 李氏 원덕왕후 유씨 元德王后 柳氏 | 제22대 국왕 |
| 2 | 소군 왕선사 小君 王善思 |       | 미상            | 미상          |                                                         |             |
| 3 | 소군 왕홍기 小君 王洪機 |       | 미상            | 미상          |                                                         |             |
| 4 | 소군 왕홍추小君 王洪樞  |       | 미상            | 미상          |                                                         |             |
| 5 | 소군 왕홍규 小君 王洪規 |       | 미상            | 미상          |                                                         |             |
| 6 | 소군 왕홍균 小君 王洪鈞 |       | 미상            | 미상          |                                                         |             |
| 7 | 소군 왕홍각 小君 王洪覺 |       | 미상            | 미상          |                                                         |             |
| 8 | 소군 왕홍이 小君 王洪貽 |       | 미상            | 미상          |                                                         |             |

|   |                   | 생몰년 | 생모          | 배우자                  | 비고                     |
| - | ----------------- | ------ | ------------- | ----------------------- | ------------------------ |
| 1 | 연희궁주 延禧宮主 | 미상   | 의정왕후 김씨 | 영인후 왕진 寧仁候 王稹 | 희종비 성평왕후의 어머니 |
| 2 | 수안궁주 壽安宮主 | 미상   | 의정왕후 김씨 | 창화후 왕진 昌化侯 王祐 |                          |

## 명종이 등장하는 작품

### 드라마
- 《무인시대》(KBS, 2003년~2004년, 배우:김병세)

## 같이 보기
- 한국의 역사